# 原木 (伊豆の国市)
原木（ばらき）は静岡県伊豆の国市の大字。

## 地理
伊豆の国市北部に位置する。北で田方郡函南町日守・肥田・仁田、東で長崎・韮山多田・南で四日町、西で狩野川を跨いで南江間・北江間と隣接する。駅周辺は住宅地であり。商業施設はあまりみられない。

### 河川
- 狩野川

## 世帯数と人口
2018年（平成30年）12月1日現在の世帯数と人口は以下の通りである。
| 大字 | 世帯数  | 人口    |
| ---- | ------- | ------- |
| 原木 | 910世帯 | 2,229人 |

## 交通

### 鉄道
- 伊豆箱根鉄道・駿豆線
  - 原木駅

### 道路
- 国道136号（下田街道）
- 静岡県道139号原木沼津線

## その他

### 日本郵便
- 郵便番号 : 410-2124[2]（集配局：韮山郵便局[4]）。

### 警察
町内の警察の管轄区域は以下の通りである。
| 番・番地等 | 警察署     | 交番・駐在所 |
| ---------- | ---------- | ------------ |
| 全域       | 大仁警察署 | 韮山交番     |